# 賽瓦蓬塔山
14°35′35″S 72°40′53″W / 14.59306°S 72.68139°W
賽瓦蓬塔山（Saywa Punta），是秘魯的山峰，位於該國南部阿普里馬克大區的安塔班巴省，處於哈通基爾卡山西南面，屬於安第斯山脈的一部分，海拔高度4,900米。